# Melithaea australis
Melithaea australis is een zachte koraalsoort uit de familie Melithaeidae. De koraalsoort komt uit het geslacht Melithaea. Melithaea australis werd in 1868 voor het eerst wetenschappelijk beschreven door Gray. 